# Denice
Denice (Dens [ˈdenz] in piemontese, pronuncia locale [ˈdenʒ]) è un comune italiano di 160 abitanti della provincia di Alessandria, in Piemonte.

## Storia

### Simboli
Lo stemma del comune di Denice si blasona:
Nello scudo sono riuniti i blasoni delle nobili famiglie legate alla sua storia: Del Carretto (d'oro, a cinque bande di rosso), Ponzone (di rosso, a tre maglietti d'argento), Scarampi (d'oro, a cinque pali di rosso).

## Società

### Evoluzione demografica
Il comune negli ultimi cento anni, a partire dal 1921, ha perso oltre i due terzi della popolazione residente.
Abitanti censiti

## Infrastrutture e trasporti

### Ferrovie
Denice è dotato di una stazione ferroviaria, di categoria bronze posta sulla linea ferroviaria Alessandria-San Giuseppe di Cairo, denominata Montechiaro-Denice, localizzata all'interno del territorio comunale di Montechiaro d'Acqui in frazione Montechiaro Piana.

## Amministrazione
Di seguito è presentata una tabella relativa alle amministrazioni che si sono succedute in questo comune.
| Periodo        | Periodo        | Primo cittadino     | Partito                              | Carica  | Note  |
| -------------- | -------------- | ------------------- | ------------------------------------ | ------- | ----- |
| 8 luglio 1985  | 19 maggio 1990 | Lorenzo Mozzone     | Democrazia Cristiana                 | Sindaco | [ 7 ] |
| 19 maggio 1990 | 24 aprile 1995 | Lorenzo Mozzone     | Democrazia Cristiana                 | Sindaco | [ 7 ] |
| 24 aprile 1995 | 14 giugno 1999 | Giuseppe Mastorchio | centro-sinistra                      | Sindaco | [ 7 ] |
| 14 giugno 1999 | 14 giugno 2004 | Giuseppe Mastorchio | lista civica                         | Sindaco | [ 7 ] |
| 14 giugno 2004 | 8 giugno 2009  | Nicola Cosma Papa   | lista civica                         | Sindaco | [ 7 ] |
| 8 giugno 2009  | 26 maggio 2014 | Nicola Cosma Papa   | lista civica: impegno collaborazione | Sindaco | [ 7 ] |
| 26 maggio 2014 | 26 maggio 2019 | Nicola Cosma Papa   | lista civica: impegno collaborazione | Sindaco | [ 7 ] |
| 27 maggio 2019 | 9 giugno 2024  | Fabio Lazzarino     | lista civica                         | Sindaco | [ 7 ] |
| 9 giugno 2024  | ‘’in carica’’  | Fabio Lazzarino     | lista civica                         | Sindaco | [ 7 ] |

### Altre informazioni amministrative
Nel 1929 il comune venne soppresso e il suo territorio aggregato al comune di Montechiaro d'Acqui nel neocostituito comune di Montechiaro Denice. Denice riacquisterà la propria autonomia nel 1946. Durante il Regno d'Italia il comune fece parte del circondario di Acqui dal 1859 fino alla sua soppressione nel 1926. Per un anno fece poi parte del circondario di Alessandria, fino alla soppressione degli enti circondariali nel 1927. Faceva parte del mandamento di Roccaverano.